# Adam Danilczyk
Adam Danilczyk – polski historyk.

## Biografia
Adam Danilczyk jest historykiem, pracownikiem naukowym Instytutu Historii im. Tadeusza Manteuffla Polskiej Akademii Nauk w Warszawie. Pracę doktorską pt. Sejm 1786 roku obronił 28 maja 2009 roku w IH PAN. Jest adiunktem IH PAN.
Krąg zainteresowań badawczych historyka obejmują: historia polityczna XVIII wieku, stosunki polsko-rosyjskie w czasach panowania Stanisława Augusta, konfederacja barska, Sejm Czteroletni oraz wojskowość.

## Wybrane publikacje naukowe
- 2010 – W kręgu afery Dogrumowej: sejm 1786 roku, Warszawa: Wydawnictwo Neriton • Instytut Historii PAN, ISBN 978-83-7543-155-1, OCLC 751537449. Brak numerów stron w książce
- 2012 – Stanisław August Poniatowski, Korespondencja polityczna Stanisława Augusta: Augustyn Deboli 1780, Adam Danilczyk, Ewa Zielińska (oprac.), Warszawa:  Instytut Historii PAN, ISBN 978-83-63352-11-0, OCLC 863088032. Brak numerów stron w książce
- 2014 – W cieniu wojen i rozbiorów: studia z dziejów Rzeczypospolitej XVIII i początków XIX wieku, Adam Danilczyk, Dorota Dukwicz, Urszula Kosińska, Warszawa: Wydawnictwo Neriton, ISBN 978-83-7543-316-6, OCLC 883579046. Brak numerów stron w książce
- 2016 – Stanisław August Poniatowski, Korespondencja polityczna Stanisława Augusta: Augustyn Deboli 1781, Adam Danilczyk, Ewa Zielińska (oprac.), Warszawa: Instytut Historii PAN, ISBN 978-83-63352-62-2, OCLC 995627447. Brak numerów stron w książce
- 2016 – Targowica czyli zdrada, Warszawa: Demart, ISBN 978-83-7912-033-8, OCLC 971451706. Brak numerów stron w książce
- 2016 – Stanisław August Poniatowski, Korespondencja polityczna Stanisława Augusta: Wiedeń. T. 1, (1788–1790), Adam Danilczyk, Monika Jusupović (oprac.), Warszawa: Instytut Historii im. Tadeusza Manteuffla Polskiej Akademii Nauk, ISBN 978-83-63352-63-9, OCLC 995631799. Brak numerów stron w książce
- 2016 – Stanisław August Poniatowski, Korespondencja polityczna Stanisława Augusta: Wiedeń. T. 2, (1791–1792), Adam Danilczyk, Monika Jusupović (oprac.), Warszawa: Instytut Historii im. Tadeusza Manteuffla Polskiej Akademii Nauk, ISBN 978-83-63352-83-7, OCLC 1036533759. Brak numerów stron w książce
- 2017 – Stanisław August Poniatowski, Korespondencja Polityczna Stanisława Augusta : Augustyn Deboli 1782, Adam Danilczyk, Ewa Zielińska (oprac.), Warszawa: Instytut Historii im. Tadeusza Manteuffla Polskiej Akademii Nauk, ISBN 978-83-65880-04-8. Brak numerów stron w książce
- 2018 – Adam Danilczyk, Wojskowe aspekty rosyjskiej polityki w Rzeczypospolitej w okresie konfederacji barskiej (1768–1772), [w:] Konfederacja barska 1768–1772, Warszawa: Wojskowy Instytut Wydawniczy • Wydawnictwo Neriton, s. 125–137, OCLC 1242156405.
- 2019 – Instrukcje i reskrypty do ambasadorów rosyjskich w Rzeczypospolitej w latach 1772–1794, Adam Danilczyk i inni, Warszawa: Instytut Historii PAN • Wydawnictwo Neriton, ISBN 978-83-65880-65-9. Brak numerów stron w książce